# Anthony Annan
Anthony Annan (Accra, 21 luglio 1986) è un calciatore ghanese, centrocampista dell'Arminia Lirich.

## Carriera

### Club

#### Gli inizi in patria
A livello giovanile, Annan ha giocato per le Super Rainbow Stars, per le Venomous Vipers e per l'Adelaide. Successivamente, è stato in forza all'Eleven Wise, ai Sekondi Hasaacas e agli Hearts of Oak.

#### L'approdo allo Start e lo Stabæk
Nel 2007, Annan è stato messo sotto contratto dai norvegesi dello Start. Ha esordito nell'Eliteserien in data 9 aprile, schierato titolare nella vittoria per 2-4 sul campo dell'Aalesund. Nel corso della stagione, ha disputato 14 partite tra campionato e coppa, senza segnare alcuna rete. Lo Start ha chiuso l'annata al penultimo posto in graduatoria, retrocedendo in 1. divisjon.
Nel 2008, Annan è passato allo Stabæk con la formula del prestito, fino ad agosto. Il 30 marzo ha debuttato con questa casacca, impiegato da titolare nel pareggio a reti inviolate in casa del Molde. A fine prestito, ha totalizzato 18 presenze in campionato, 3 in coppa e 2 in Coppa UEFA: ha inoltre contribuito a quella che sarebbe stata poi la vittoria del titolo nazionale da parte della sua squadra.

#### Il passaggio al Rosenborg
Terminato il prestito allo Stabæk, Annan è passato al Rosenborg a titolo definitivo. Ha esordito con questa maglia in data 14 settembre 2008, schierato titolare nel pareggio per 1-1 sul campo del Fredrikstad. Annan, avendo già giocato nella Coppa UEFA 2008-2009 con lo Stabæk, non ha potuto giocare nella medesima competizione con la maglia del Rosenborg. In questo primo scorcio di stagione in squadra, ha disputato 6 partite senza andare a segno.
L'anno seguente, l'allenatore Erik Hamrén ha scelto il 4-2-3-1 come nuovo modulo e Annan è stato schierato in mediana assieme ad Alexander Tettey. In estate, Tettey è stato ceduto e Annan ha ricevuto responsabilità ancora maggiori. Ha disputato 31 partite in stagione, tra campionato e coppa, e ha contribuito alla vittoria finale del campionato.
Nel 2010, come modulo è stato adottato inizialmente il 4-4-2, poi cambiato in un 4-3-3 maggiormente offensivo. Il Rosenborg ha vinto anche questo campionato, con Annan che ha disputato 40 partite. In virtù delle sue prestazioni stagionali, ha ricevuto il premio Kniksen come miglior giocatore dell'anno.

#### Lo Schalke 04 e i prestiti
A gennaio 2011, è stato ingaggiato dai tedeschi dello Schalke 04. Ha esordito nella Bundesliga in data 4 febbraio, schierato titolare nel pareggio a reti inviolate nella sfida contro il Borussia Dortmund. In questa porzione di stagione in squadra, ha disputato 10 partite tra campionato e coppa.
L'anno seguente si è trasferito in prestito agli olandesi del Vitesse. Ha disputato la prima partita nell'Eredivisie in data 10 settembre, impiegato da titolare nella sconfitta per 4-0 sul campo dell'AZ Alkmaar. Il Vitesse ha chiuso al 7º posto in classifica, mentre il ghanese ha totalizzato 27 presenze stagionali.
Il 23 agosto 2012 è stato ceduto all'Osasuna con la formula del prestito. Il giorno seguente si è allenato per la prima volta con i nuovi compagni. Ha debuttato nella Primera División in data 1º settembre, schierato titolare nella sconfitta per 2-0 in casa del Celta Vigo. Ha disputato 8 incontri in stagione, per poi tornare allo Schalke 04.
Rimasto in rosa per il campionato 2013-2014, Annan è stato impiegato in 4 partite tra campionato e coppa, svincolandosi poi a fine stagione.

#### HJK e Monaco 1860
Il 2 settembre 2014, Annan ha firmato ufficialmente per i finlandesi dell'HJK. Ha esordito in squadra il 12 settembre, schierato titolare nella vittoria per 2-0 contro il MyPa, in una partita valida per la Veikkausliiga. A fine stagione, l'HJK ha centrato la vittoria del campionato e della Suomen Cup. Annan ha totalizzato 13 presenze in squadra, tra campionato e coppe.
Il 26 gennaio 2015 è stato tesserato a titolo gratuito dal Monaco 1860, militanti in 2. Bundesliga, facendo così ritorno in Germania dopo l'esperienza allo Schalke 04. Il 9 febbraio ha giocato la prima sfida in squadra, contro l'Heidenheim: è subentrato a Valdet Rama nel corso del secondo tempo. Ha disputato 3 partite per il Monaco 1860, per poi svincolarsi.

#### Il ritorno allo Stabæk
Libero da vincoli contrattuali, in data 10 settembre 2015 ha firmato un contratto valido fino al termine della stagione con lo Stabæk, tornando in squadra dopo l'esperienza del 2008. Il 19 settembre è ritornato a calcare i campi norvegesi, schierato titolare nella vittoria interna per 2-1 sul Tromsø. In questa porzione di stagione in squadra, ha totalizzato 8 presenze tra tutte le competizioni, senza alcuna rete. Alla fine dell'anno, ha lasciato lo Stabæk in scadenza di contratto.

#### Nuovamente all'HJK
Il 6 febbraio 2016, l'HJK ha comunicato ufficialmente sul proprio sito internet d'aver tesserato Annan, che ha fatto ritorno nel club finlandese dopo l'esperienza del 2014: il ghanese si è legato al club con un contratto triennale.

### Nazionale
Annan ha giocato 65 partite per il Ghana, tra il 2007 ed il 2013, con 2 reti all'attivo. In questo arco di tempo, ha partecipato a quattro edizioni della Coppa delle Nazioni Africane (2008, 2010, 2012 e 2013), oltre che al campionato del mondo 2010.

## Statistiche

### Presenze e reti nei club
Statistiche aggiornate al 6 febbraio 2016.
| Stagione                | Club                    | Campionato              | Campionato | Campionato | Coppe nazionali | Coppe nazionali | Coppe nazionali | Coppe continentali | Coppe continentali | Coppe continentali | Supercoppe | Supercoppe | Supercoppe | Totale | Totale |
| Stagione                | Club                    | Comp                    | Pres       | Reti       | Comp            | Pres            | Reti            | Comp               | Pres               | Reti               | Comp       | Pres       | Reti       | Pres   | Reti   |
| ----------------------- | ----------------------- | ----------------------- | ---------- | ---------- | --------------- | --------------- | --------------- | ------------------ | ------------------ | ------------------ | ---------- | ---------- | ---------- | ------ | ------ |
| 2002-2003               | Eleven Wise             | D1                      | ?          | ?          | -               | -               | -               | -                  | -                  | -                  | -          | -          | -          | ?      | ?      |
| 2003-2004               | Sekondi Hasaacas        | PL                      | ?          | ?          | -               | -               | -               | -                  | -                  | -                  | -          | -          | -          | ?      | ?      |
| 2004-2005               | Sekondi Hasaacas        | PL                      | ?          | ?          | -               | -               | -               | -                  | -                  | -                  | -          | -          | -          | ?      | ?      |
| Totale Sekondi Hasaacas | Totale Sekondi Hasaacas | Totale Sekondi Hasaacas | ?          | ?          |                 | -               | -               |                    | -                  | -                  |            | -          | -          | ?      | ?      |
| 2005-2006               | Hearts of Oak           | PL                      | ?          | ?          | -               | -               | -               | -                  | -                  | -                  | -          | -          | -          | ?      | ?      |
| 2006-gen. 2007          | Hearts of Oak           | PL                      | ?          | ?          | -               | -               | -               | -                  | -                  | -                  | -          | -          | -          | ?      | ?      |
| Totale Hearts of Oak    | Totale Hearts of Oak    | Totale Hearts of Oak    | ?          | ?          |                 | -               | -               |                    | -                  | -                  |            | -          | -          | ?      | ?      |
| 2007                    | Start                   | ES                      | 11         | 0          | CN              | 3               | 0               | -                  | -                  | -                  | -          | -          | -          | 14     | 0      |
| mar.-ago. 2008          | Stabæk                  | ES                      | 12         | 0          | CN              | 3               | 0               | CU                 | 2                  | 0                  | -          | -          | -          | 17     | 0      |
| ago.-dic. 2008          | Rosenborg               | ES                      | 6          | 0          | CN              | -               | -               | CU                 | -                  | -                  | -          | -          | -          | 6      | 0      |
| 2009                    | Rosenborg               | ES                      | 25         | 0          | CN              | 2               | 0               | UEL                | 4                  | 0                  | -          | -          | -          | 31     | 0      |
| 2010                    | Rosenborg               | ES                      | 26         | 0          | CN              | 2               | 1               | UCL+UEL            | 5+6                | 0                  | SN         | 1          | 0          | 40     | 1      |
| Totale Rosenborg        | Totale Rosenborg        | Totale Rosenborg        | 57         | 0          |                 | 4               | 1               |                    | 15                 | 0                  |            | 1          | 0          | 77     | 1      |
| gen.-giu. 2011          | Schalke 04              | BL                      | 9          | 0          | CG              | 1               | 0               | UCL                | -                  | -                  | -          | -          | -          | 10     | 0      |
| 2011-2012               | Vitesse                 | ED                      | 24         | 0          | CO              | 3               | 0               | -                  | -                  | -                  | -          | -          | -          | 27     | 0      |
| 2012-2013               | Osasuna                 | PD                      | 6          | 0          | CR              | 2               | 0               | -                  | -                  | -                  | -          | -          | -          | 8      | 0      |
| 2013-2014               | Schalke 04              | BL                      | 3          | 0          | CG              | 0               | 0               | UCL                | 1                  | 0                  | -          | -          | -          | 4      | 0      |
| Totale Schalke 04       | Totale Schalke 04       | Totale Schalke 04       | ?          | ?          |                 | ?               | ?               |                    | -                  | -                  |            | -          | -          | ?      | ?      |
| set.-dic. 2014          | HJK                     | VL                      | 7          | 0          | CF+CdL          | 1+0             | 0               | UEL                | 5                  | 0                  | -          | -          | -          | 13     | 0      |
| gen.-giu. 2015          | Monaco 1860             | 2L                      | 3          | 0          | CG              | -               | -               | -                  | -                  | -                  | -          | -          | -          | 3      | 0      |
| set.-dic. 2015          | Stabæk                  | ES                      | 7          | 0          | CN              | 1               | 0               | -                  | -                  | -                  | -          | -          | -          | 8      | 0      |
| Totale Stabæk           | Totale Stabæk           | Totale Stabæk           | 19         | 0          |                 | 4               | 0               |                    | 2                  | 0                  |            | -          | -          | 25     | 0      |
| 2016                    | HJK                     | VL                      | 0          | 0          | CF+CdL          | 0               | 0               | UEL                | 0                  | 0                  | -          | -          | -          | 0      | 0      |
| Totale HJK              | Totale HJK              | Totale HJK              | 7          | 0          |                 | 1+0             | 0               |                    | 5                  | 0                  |            | -          | -          | 13     | 0      |
| Totale                  | Totale                  | Totale                  | 139+       | 0+         |                 | 18+             | 0+              |                    | 23                 | 0                  |            | 1          | 0          | 181+   | 0+     |

### Cronologia presenze e reti in nazionale
| Cronologia completa delle presenze e delle reti in nazionale ― Ghana | Cronologia completa delle presenze e delle reti in nazionale ― Ghana | Cronologia completa delle presenze e delle reti in nazionale ― Ghana | Cronologia completa delle presenze e delle reti in nazionale ― Ghana | Cronologia completa delle presenze e delle reti in nazionale ― Ghana | Cronologia completa delle presenze e delle reti in nazionale ― Ghana | Cronologia completa delle presenze e delle reti in nazionale ― Ghana | Cronologia completa delle presenze e delle reti in nazionale ― Ghana |
| Data                                                                 | Città                                                                | In casa                                                              | Risultato                                                            | Ospiti                                                               | Competizione                                                         | Reti                                                                 | Note                                                                 |
| -------------------------------------------------------------------- | -------------------------------------------------------------------- | -------------------------------------------------------------------- | -------------------------------------------------------------------- | -------------------------------------------------------------------- | -------------------------------------------------------------------- | -------------------------------------------------------------------- | -------------------------------------------------------------------- |
| 27-3-2007                                                            | Solna                                                                | Brasile                                                              | 1 – 0                                                                | Ghana                                                                | Amichevole                                                           | -                                                                    | 88’                                                                  |
| 21-8-2007                                                            | Londra                                                               | Ghana                                                                | 1 – 1                                                                | Senegal                                                              | Amichevole                                                           | -                                                                    | 90’                                                                  |
| 8-9-2007                                                             | Rouen                                                                | Ghana                                                                | 2 – 0                                                                | Marocco                                                              | Amichevole                                                           | -                                                                    |                                                                      |
| 11-9-2007                                                            | Riyad                                                                | Arabia Saudita                                                       | 5 – 0                                                                | Ghana                                                                | Amichevole                                                           | -                                                                    |                                                                      |
| 18-11-2007                                                           | Accra                                                                | Ghana                                                                | 2 – 0                                                                | Togo                                                                 | Amichevole                                                           | -                                                                    | 89’                                                                  |
| 21-11-2007                                                           | Accra                                                                | Ghana                                                                | 4 – 2                                                                | Benin                                                                | Amichevole                                                           | -                                                                    | 65’                                                                  |
| 28-1-2008                                                            | Accra                                                                | Ghana                                                                | 2 – 0                                                                | Marocco                                                              | Coppa d'Africa 2008 - 1º turno                                       | -                                                                    |                                                                      |
| 3-2-2008                                                             | Accra                                                                | Ghana                                                                | 2 – 1                                                                | Nigeria                                                              | Coppa d'Africa 2008 - Quarti di finale                               | -                                                                    |                                                                      |
| 7-2-2008                                                             | Accra                                                                | Ghana                                                                | 0 – 1                                                                | Camerun                                                              | Coppa d'Africa 2008 - Semifinale                                     | -                                                                    |                                                                      |
| 9-2-2008                                                             | Kumasi                                                               | Ghana                                                                | 4 – 2                                                                | Costa d'Avorio                                                       | Coppa d'Africa 2008 - Finale 3º posto                                | -                                                                    |                                                                      |
| 26-3-2008                                                            | Londra                                                               | Ghana                                                                | 1 – 2                                                                | Messico                                                              | Amichevole                                                           | -                                                                    |                                                                      |
| 23-5-2008                                                            | Sydney                                                               | Australia                                                            | 1 – 0                                                                | Ghana                                                                | Amichevole                                                           | -                                                                    |                                                                      |
| 1-6-2008                                                             | Kumasi                                                               | Ghana                                                                | 3 – 0                                                                | Libia                                                                | Qual. Mondiali 2010                                                  | -                                                                    |                                                                      |
| 8-6-2008                                                             | Bloemfontein                                                         | Lesotho                                                              | 2 – 3                                                                | Ghana                                                                | Qual. Mondiali 2010                                                  | -                                                                    |                                                                      |
| 14-6-2008                                                            | Libreville                                                           | Gabon                                                                | 2 – 0                                                                | Ghana                                                                | Qual. Mondiali 2010                                                  | -                                                                    |                                                                      |
| 22-6-2008                                                            | Accra                                                                | Ghana                                                                | 2 – 0                                                                | Gabon                                                                | Qual. Mondiali 2010                                                  | -                                                                    | 72’                                                                  |
| 5-9-2008                                                             | Tripoli                                                              | Libia                                                                | 1 – 0                                                                | Ghana                                                                | Qual. Mondiali 2010                                                  | -                                                                    |                                                                      |
| 11-10-2008                                                           | Sekondi-Takoradi                                                     | Ghana                                                                | 3 – 0                                                                | Lesotho                                                              | Qual. Mondiali 2010                                                  | -                                                                    |                                                                      |
| 11-2-2009                                                            | Il Cairo                                                             | Egitto                                                               | 2 – 2                                                                | Ghana                                                                | Amichevole                                                           | -                                                                    | 88’                                                                  |
| 29-3-2009                                                            | Kumasi                                                               | Ghana                                                                | 1 – 0                                                                | Benin                                                                | Qual. Mondiali 2010                                                  | -                                                                    |                                                                      |
| 7-6-2009                                                             | Bamako                                                               | Mali                                                                 | 0 – 2                                                                | Ghana                                                                | Qual. Mondiali 2010                                                  | -                                                                    |                                                                      |
| 20-6-2009                                                            | Omdurman                                                             | Sudan                                                                | 0 – 2                                                                | Ghana                                                                | Qual. Mondiali 2010                                                  | -                                                                    |                                                                      |
| 12-8-2009                                                            | Londra                                                               | Ghana                                                                | 4 – 1                                                                | Zambia                                                               | Amichevole                                                           | -                                                                    | Uscita                                                               |
| 6-9-2009                                                             | Accra                                                                | Ghana                                                                | 2 – 0                                                                | Sudan                                                                | Qual. Mondiali 2010                                                  | -                                                                    |                                                                      |
| 9-9-2009                                                             | Utrecht                                                              | Ghana                                                                | 3 – 4                                                                | Giappone                                                             | Amichevole                                                           | -                                                                    | 46’                                                                  |
| 15-11-2009                                                           | Kumasi                                                               | Ghana                                                                | 2 – 2                                                                | Mali                                                                 | Qual. Mondiali 2010                                                  | 1                                                                    |                                                                      |
| 18-11-2009                                                           | Luanda                                                               | Angola                                                               | 0 – 0                                                                | Ghana                                                                | Amichevole                                                           | -                                                                    | Ammonizione                                                          |
| 28-1-2010                                                            | Luanda                                                               | Ghana                                                                | 1 – 0                                                                | Nigeria                                                              | Coppa d'Africa 2010 - Semifinale                                     | -                                                                    | 56’                                                                  |
| 31-1-2010                                                            | Luanda                                                               | Ghana                                                                | 0 – 1                                                                | Egitto                                                               | Coppa d'Africa 2010 - Finale                                         | -                                                                    |                                                                      |
| 3-3-2010                                                             | Sarajevo                                                             | Bosnia ed Erzegovina                                                 | 2 – 1                                                                | Ghana                                                                | Amichevole                                                           | -                                                                    |                                                                      |
| 1-6-2010                                                             | Rotterdam                                                            | Paesi Bassi                                                          | 4 – 1                                                                | Ghana                                                                | Amichevole                                                           | -                                                                    | 78’                                                                  |
| 5-6-2010                                                             | Milton Keynes                                                        | Ghana                                                                | 1 – 0                                                                | Lettonia                                                             | Amichevole                                                           | -                                                                    |                                                                      |
| 13-6-2010                                                            | Pretoria                                                             | Serbia                                                               | 0 – 1                                                                | Ghana                                                                | Mondiali 2010 - 1º turno                                             | -                                                                    |                                                                      |
| 19-6-2010                                                            | Rustenburg                                                           | Ghana                                                                | 1 – 1                                                                | Australia                                                            | Mondiali 2010 - 1º turno                                             | -                                                                    | 86’                                                                  |
| 23-6-2010                                                            | Johannesburg                                                         | Ghana                                                                | 0 – 1                                                                | Germania                                                             | Mondiali 2010 - 1º turno                                             | -                                                                    |                                                                      |
| 26-6-2010                                                            | Rustenburg                                                           | Stati Uniti                                                          | 1 – 2 dts                                                            | Ghana                                                                | Mondiali 2010 - Ottavi di finale                                     | -                                                                    |                                                                      |
| 2-7-2010                                                             | Johannesburg                                                         | Uruguay                                                              | 1 – 1 dts (4 – 2 dtr)                                                | Ghana                                                                | Mondiali 2010 - Quarti di finale                                     | -                                                                    |                                                                      |
| 11-8-2010                                                            | Johannesburg                                                         | Sudafrica                                                            | 1 – 0                                                                | Ghana                                                                | Amichevole                                                           | -                                                                    | 60’                                                                  |
| 5-9-2010                                                             | Lobamba                                                              | eSwatini                                                             | 0 – 3                                                                | Ghana                                                                | Qual. Coppa d'Africa 2012                                            | -                                                                    |                                                                      |
| 10-10-2010                                                           | Kumasi                                                               | Ghana                                                                | 0 – 0                                                                | Sudan                                                                | Qual. Coppa d'Africa 2012                                            | -                                                                    |                                                                      |
| 17-11-2010                                                           | Dubai                                                                | Arabia Saudita                                                       | 0 – 0                                                                | Ghana                                                                | Amichevole                                                           | -                                                                    |                                                                      |
| 8-2-2011                                                             | Anversa                                                              | Ghana                                                                | 4 – 1                                                                | Togo                                                                 | Amichevole                                                           | -                                                                    | Uscita                                                               |
| 27-3-2011                                                            | Brazzaville                                                          | Rep. del Congo                                                       | 0 – 3                                                                | Ghana                                                                | Qual. Coppa d'Africa 2012                                            | -                                                                    |                                                                      |
| 29-3-2011                                                            | Londra                                                               | Inghilterra                                                          | 1 – 1                                                                | Ghana                                                                | Amichevole                                                           | -                                                                    | 46’                                                                  |
| 7-6-2011                                                             | Jeonju                                                               | Corea del Sud                                                        | 2 – 1                                                                | Ghana                                                                | Amichevole                                                           | -                                                                    |                                                                      |
| 5-9-2011                                                             | Londra                                                               | Brasile                                                              | 1 – 0                                                                | Ghana                                                                | Amichevole                                                           | -                                                                    | 66’                                                                  |
| 8-10-2011                                                            | Khartoum                                                             | Sudan                                                                | 0 – 2                                                                | Ghana                                                                | Qual. Coppa d'Africa 2012                                            | -                                                                    | 55’                                                                  |
| 11-10-2011                                                           | Watford                                                              | Ghana                                                                | 0 – 0                                                                | Nigeria                                                              | Amichevole                                                           | -                                                                    |                                                                      |
| 15-11-2011                                                           | Saint-Leu-la-Forêt                                                   | Ghana                                                                | 2 – 1                                                                | Gabon                                                                | Amichevole                                                           | -                                                                    |                                                                      |
| 24-1-2012                                                            | Franceville                                                          | Ghana                                                                | 1 – 0                                                                | Botswana                                                             | Coppa d'Africa 2012 - 1º turno                                       | -                                                                    |                                                                      |
| 28-1-2012                                                            | Franceville                                                          | Ghana                                                                | 2 – 0                                                                | Mali                                                                 | Coppa d'Africa 2012 - 1º turno                                       | -                                                                    | 90+5’                                                                |
| 1-2-2012                                                             | Franceville                                                          | Ghana                                                                | 1 – 1                                                                | Guinea                                                               | Coppa d'Africa 2012 - 1º turno                                       | -                                                                    | 76’                                                                  |
| 5-2-2012                                                             | Franceville                                                          | Ghana                                                                | 2 – 1 dts                                                            | Tunisia                                                              | Coppa d'Africa 2012 - Quarti di finale                               | -                                                                    | 113’                                                                 |
| 8-2-2012                                                             | Bata                                                                 | Zambia                                                               | 1 – 0                                                                | Ghana                                                                | Coppa d'Africa 2012 - Semifinale                                     | -                                                                    |                                                                      |
| 11-2-2012                                                            | Malabo                                                               | Ghana                                                                | 0 – 2                                                                | Mali                                                                 | Coppa d'Africa 2012 - Finale 3º posto                                | -                                                                    |                                                                      |
| 29-2-2012                                                            | Chester                                                              | Cile                                                                 | 1 – 1                                                                | Ghana                                                                | Amichevole                                                           | -                                                                    | 46’                                                                  |
| 1-6-2012                                                             | Kumasi                                                               | Ghana                                                                | 7 – 0                                                                | Lesotho                                                              | Qual. Mondiali 2014                                                  | -                                                                    | 73’                                                                  |
| 9-6-2012                                                             | Ndola                                                                | Zambia                                                               | 1 – 0                                                                | Ghana                                                                | Qual. Mondiali 2014                                                  | -                                                                    | 65’                                                                  |
| 15-8-2012                                                            | Xi'an                                                                | Cina                                                                 | 1 – 1                                                                | Ghana                                                                | Amichevole                                                           | -                                                                    |                                                                      |
| 8-9-2012                                                             | Accra                                                                | Ghana                                                                | 2 – 0                                                                | Malawi                                                               | Qual. Coppa d'Africa 2013                                            | 1                                                                    | 56’                                                                  |
| 11-9-2012                                                            | Monrovia                                                             | Liberia                                                              | 2 – 0                                                                | Ghana                                                                | Amichevole                                                           | -                                                                    | 46’                                                                  |
| 13-10-2012                                                           | Blantyre                                                             | Malawi                                                               | 0 – 1                                                                | Ghana                                                                | Qual. Coppa d'Africa 2013                                            | -                                                                    |                                                                      |
| 14-11-2012                                                           | Lisbona                                                              | Capo Verde                                                           | 0 – 1                                                                | Ghana                                                                | Amichevole                                                           | -                                                                    | Ingresso                                                             |
| 10-1-2013                                                            | Abu Dhabi                                                            | Ghana                                                                | 3 – 0                                                                | Egitto                                                               | Amichevole                                                           | -                                                                    | 27’                                                                  |
| 20-1-2013                                                            | Port Elizabeth                                                       | Ghana                                                                | 2 – 2                                                                | RD del Congo                                                         | Coppa d'Africa 2013 - 1º turno                                       | -                                                                    | 73’                                                                  |
| Totale                                                               |                                                                      | Presenze                                                             | 65                                                                   |                                                                      | Reti                                                                 | 2                                                                    |                                                                      |

## Palmarès

### Club
- Campionato norvegese: 2

Rosenborg: 2009, 2010
- Superfinalen: 1

Rosenborg: 2010
- Coppa di Germania: 1

Schalke 04: 2010-2011
- Supercoppa di Germania: 1

Schalke 04: 2011
- Campionato finlandese: 2

HJK: 2014, 2018
- Suomen Cup: 1

HJK: 2014

### Individuale
- Premio Kniksen per il miglior centrocampista dell'anno: 1

2010